# Segeltorp (gård)

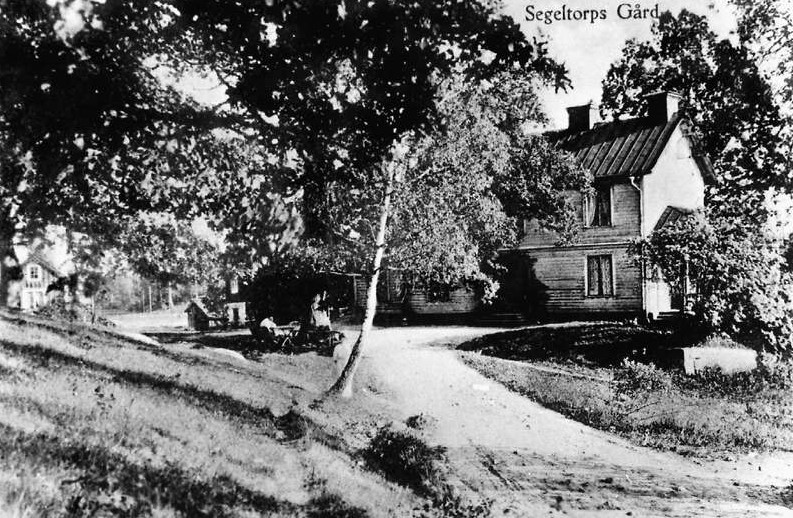
Segeltorps gård ca 1910.

Segeltorp (även Segerstorp eller Segertorp) var ett torp under säteriet Vårby gård, belägen i nuvarande kommundelen Segeltorp i Huddinge kommun. Torpet låg vid nuvarande Dalvägen 80-82 och revs 1964 i samband med att Jakobslundsvägens radhusområde uppfördes på platsen. Kvarteret Segeltorps gård påminner fortfarande om stället.

## Namnet
Om namnets ursprung och Segeltorps egentliga ålder råder delade meningar. Enligt en uppfattning härrör förleden Seger från sigh (sjuk), ett åldrigt uttryck för vattensjuk mark och sipprande vatten. Det finns även en tolkning som menar att namnet kan förknippas med någon av de många drabbningar, som under 1500-talet utkämpades mellan danskar och svenskar i dessa trakter. Det skulle alltså vara en militär seger för svenskarna som födde namnet Segertorp. Enligt Jan Paul Strid (Ortnamn i Huddinge) handlar det dock om sägner utan historisk bakgrund.

## Gården genom tiden

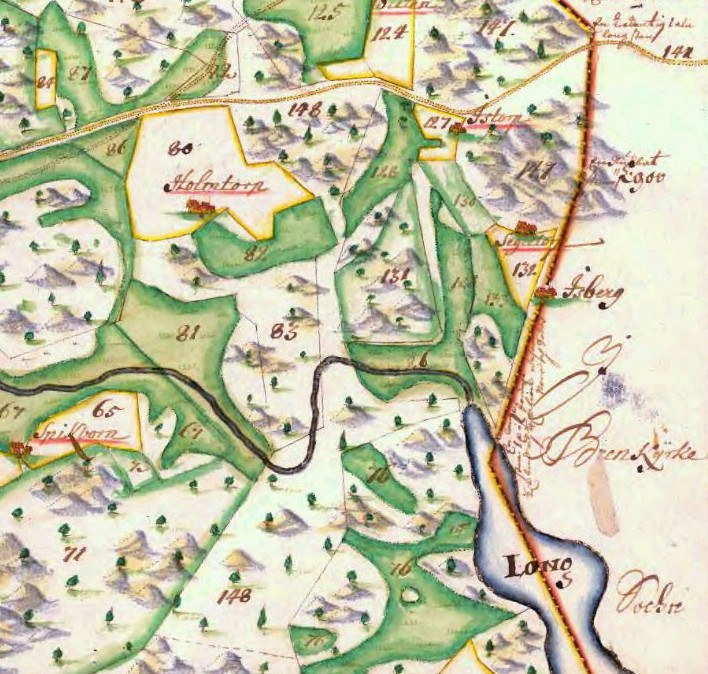
Segeltorp med omgivning, 1703.
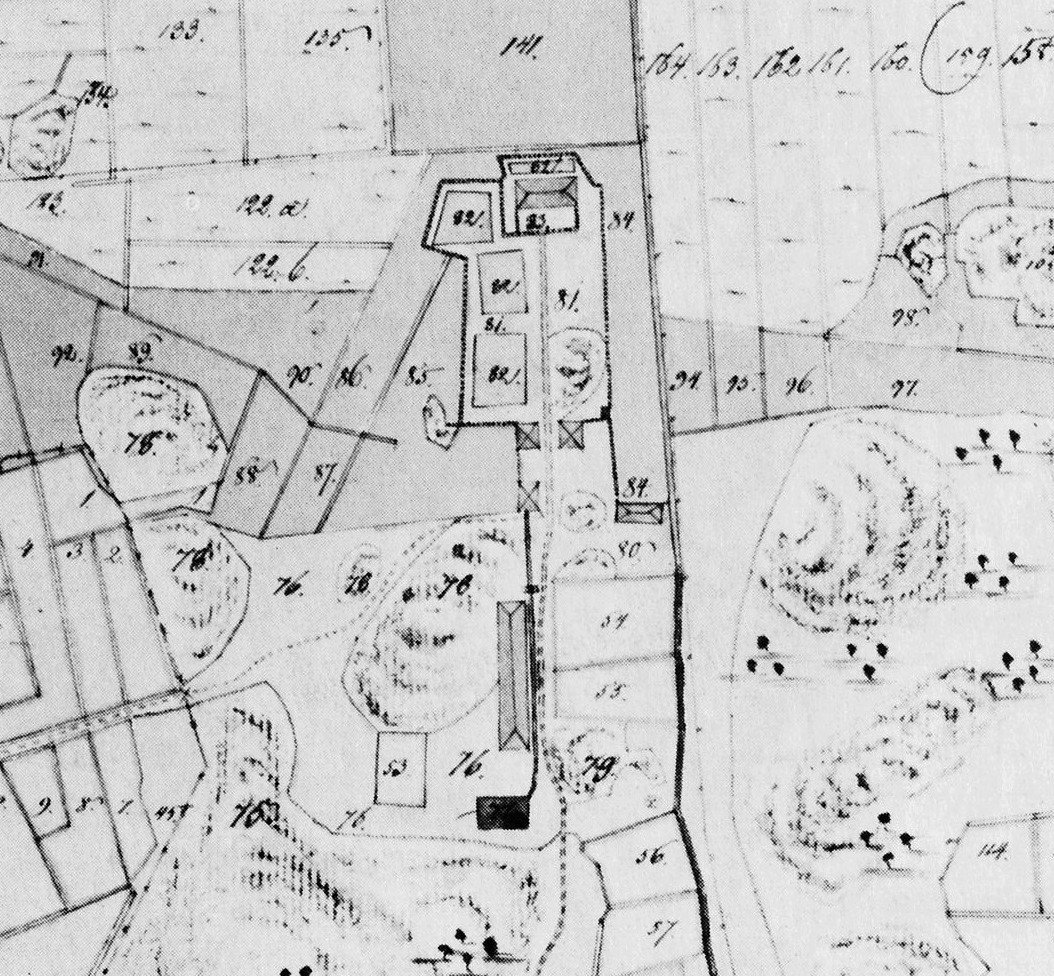
Segeltorps gård, 1846.
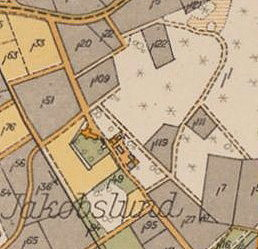
Segeltorps gård på 1920-talet.
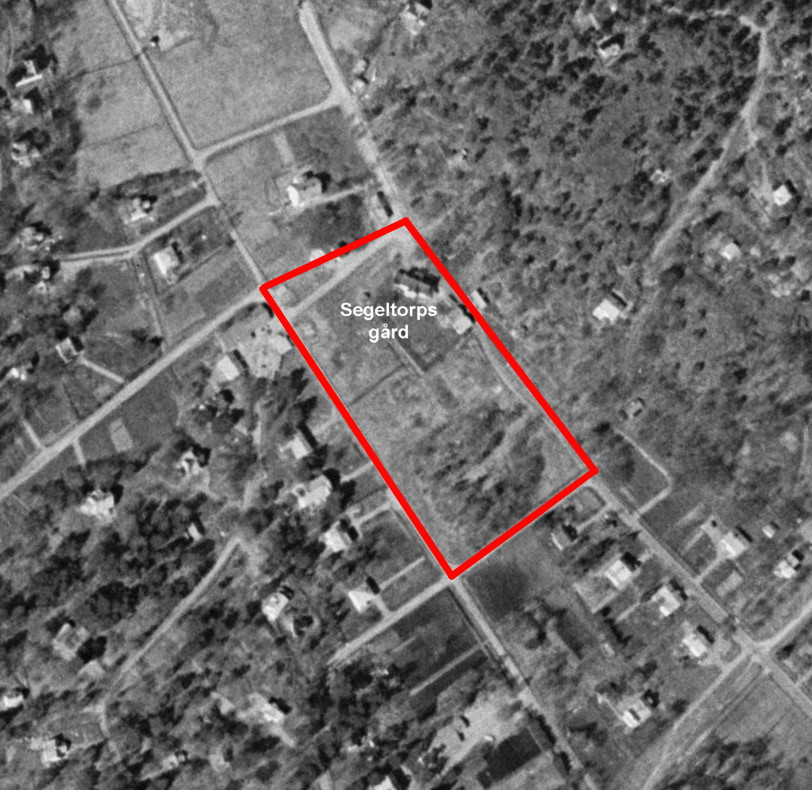
Segeltorps gård, ca 1960.

## Torpet blir egen gård
Segertorps gård låg i den bördiga Vårbybäckens dalgång strax väster om gränsen till Brännkyrka socken. Torpet återfinns år 1751 första gången i husförhörslängderna som dageverkstorp under Vårby säteri. Den siste torparen var Jan Ersson, född 1757, och hans hustru Maria Andersdotter, född 1755. På 1820-talet blev Segertorp stattorp under Smista och 1846 brukades jorden av arrendator. Då bestod gården av en huvudbyggnad med två flygelbyggnader och tre ekonomibyggnader. År 1862 avsöndrades Segertorp från Vårby säteri och blev självständig  gård. Kring sekelskiftet 1900 började ägarna till Vårby gård med  avstyckningen av tomter för villabebyggelse.

## Gårdens mark blir municipalsamhälle

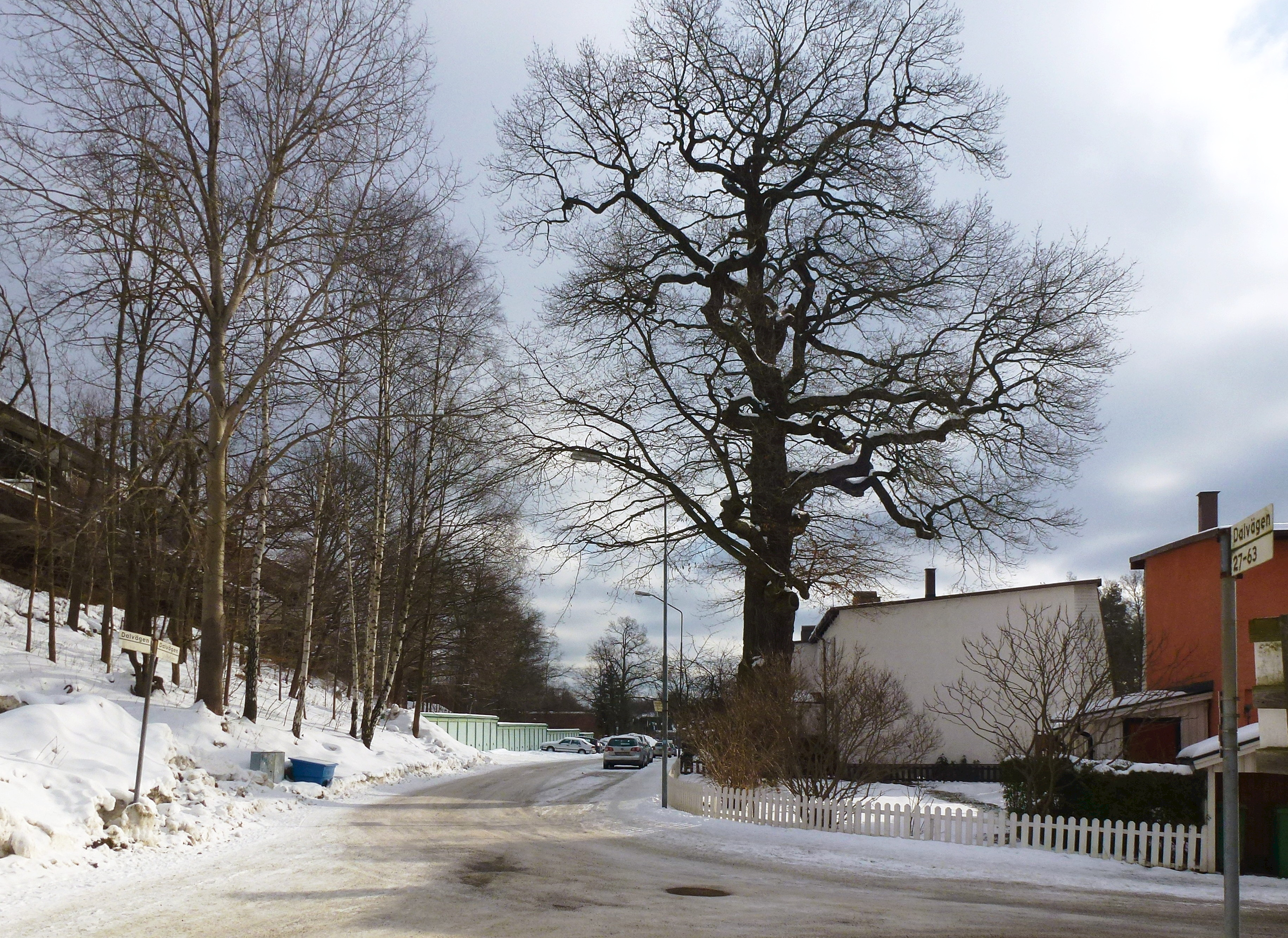
Platsen för gården: Dalvägen 80-82, med den naturminnesmärkta eken.

Segeltorp avstyckades för villabebyggelse då godsägaren Axel Berg blev ägare till Vårby gård 1899. I samband med detta ändras namnet, av okänd anledning och till mångas förargelse, till det nuvarande "Segeltorp". Tillsammans med mark från lägenheterna Smista nr 2, Juringe nr 1 och Vårby nr 1 bildade Segeltorp municipalsamhälle inom Huddinge landskommun 1924. Kungl Maj:t (Gustaf V) fastställde hösten 1928 en stadsplan för Segeltorps östra del. 
År 1942 utvidgades Segeltorp västerut med ytterligare tillskott från Juringe och Smista. Gårdens huvudbyggnad fanns kvar till 1964 då den revs för att bereda plats för Jakobslundsvägens radhusområde vid nuvarande Dalvägen / Jakobslundsvägen. Idag påminner en naturminnesmärkt ek om platsen för Segeltorps gård. Eken naturskyddades 1961 och hade år 2005 en stamomkrets på 464 centimeter (se även Naturminnen i Huddinge kommun).